# Conny Perrin
Conny Perrin (Saint-Imier, 25 dicembre 1990) è una tennista svizzera.

## Carriera
Conny ha vinto 13 titoli in singolare e 28 titoli in doppio nel circuito ITF in carriera. Il 22 ottobre 2018, ha raggiunto il best ranking mondiale nel singolare, nr 134. Il 27 novembre 2023, ha raggiunto il miglior piazzamento mondiale nel doppio, nr 118.

## Statistiche WTA

### Doppio

#### Sconfitte (1)
| Legenda               |
| --------------------- |
| Grande Slam (0)       |
| Argenti Olimpici (0)  |
| WTA Finals (0)        |
| Premier Mandatory (0) |
| Premier 5 (0)         |
| Premier (0)           |
| International (1)     |

| N. | Data             | Torneo                   | Superficie  | Compagna   | Avversarie                          | Punteggio   |
| 1. | 20 febbraio 2016 | Rio Open, Rio de Janeiro | Terra rossa | Tara Moore | Verónica Cepede Royg María Irigoyen | 1-6, 6(5)-7 |

## Circuito WTA 125

### Doppio

#### Vittorie (1)
| N. | Data             | Torneo          | Superficie  | Compagna     | Avversarie in finale                  | Punteggio   |
| 1. | 18 novembre 2023 | LP Open, Colina | Terra rossa | Julia Lohoff | Lucciana Pérez Alarcón Daniela Seguel | 7-6(4), 6-2 |

#### Sconfitte (1)
| N. | Data             | Torneo                         | Superficie  | Compagna     | Avversarie in finale        | Punteggio        |
| 1. | 25 novembre 2023 | MundoTenis Open, Florianópolis | Terra rossa | Julia Lohoff | Sara Errani Léolia Jeanjean | 5-7, 6-3, [7-10] |

## Statistiche ITF

### Singolare

#### Vittorie (13)
| Torneo $100.000 (0) |
| Torneo $80.000 (0)  |
| Torneo $75.000 (0)  |
| Torneo $60.000 (0)  |
| Torneo $50.000 (0)  |
| Torneo $40.000 (0)  |
| Torneo $25.000 (3)  |
| Torneo $15.000 (4)  |
| Torneo $10.000 (6)  |

| N.  | Data              | Torneo                                                    | Superficie      | Avversaria in finale   | Punteggio         |
| 1.  | 25 agosto 2008    | ITF Women's Circuit Bucarest, Bucarest                    | Terra rossa     | Diana Enache           | 6-3, 6-2          |
| 2.  | 1º dicembre 2008  | ITF Ciudad de Vinaros, Vinaròs                            | Terra rossa     | Elitsa Kostova         | 6-4, 6-2          |
| 3.  | 30 agosto 2010    | Osijek Open, Osijek                                       | Terra rossa     | Réka Luca Jani         | 7–6(10), 4–6, 6–1 |
| 4.  | 22 novembre 2010  | Torneio Internacional de Tênis Cidade de Barueri, Barueri | Cemento         | Alexandra Cadanțu      | 5-0 rit.          |
| 5.  | 2 aprile 2012     | Tennis Club HAC/Hydra Alger, Algeri                       | Terra rossa     | Yvonne Neuwirth        | 6–3, 6–0          |
| 6.  | 7 aprile 2014     | Open Féminin de Dakar, Dakar                              | Cemento         | Chanel Simmonds        | 6–0, 7–5          |
| 7.  | 5 maggio 2014     | Rising Star Tour, Båstad                                  | Terra rossa     | Maria Sakkarī          | 7–5, 6–1          |
| 8.  | 25 agosto 2014    | Trofeo CPZ, Bagnatica                                     | Terra rossa     | Anastasia Grymalska    | 6–3, 7–5          |
| 9.  | 22 settembre 2014 | Tennis Club HAC/Hydra Alger, Algeri                       | Terra rossa     | Sherazad Reix          | 6–1, 6–1          |
| 10. | 14 dicembre 2015  | Governor's Cup Lagos, Lagos                               | Cemento         | Tadeja Majerič         | 3–6, 6–4, 7–6(6)  |
| 11. | 17 ottobre 2016   | Governor's Cup Lagos, Lagos                               | Cemento         | Tadeja Majerič         | 6–3, 6–3          |
| 12. | 14 ottobre 2017   | Governor's Cup Lagos, Lagos                               | Cemento         | Deniz Khazaniuk        | 7–6(11), 6–3      |
| 13. | 13 dicembre 2020  | Torneo Internacional de Teis Ciudad Raqueta, Madrid       | Terra rossa (i) | Jéssica Bouzas Maneiro | 6–4, 7-6(8)       |

#### Sconfitte (15)
| Torneo $100.000 (1) |
| Torneo $80.000 (0)  |
| Torneo $75.000 (0)  |
| Torneo $60.000 (0)  |
| Torneo $50.000 (0)  |
| Torneo $40.000 (0)  |
| Torneo $25.000 (10) |
| Torneo $15.000 (1)  |
| Torneo $10.000 (3)  |

| N.  | Data             | Torneo                                      | Superficie  | Avversaria in finale | Punteggio     |
| 1.  | 25 aprile 2010   | Solaris Sibenik Open, Sebenico              | Terra rossa | Mădălina Gojnea      | 2-6, 1-6      |
| 2.  | 13 febbraio 2011 | Torneo Mallorca II, Maiorca                 | Terra rossa | Lara Arruabarrena    | 1-6, 2-6      |
| 3.  | 28 ottobre 2012  | Governor's Cup Lagos, Lagos                 | Cemento     | Cristina Dinu        | 3-6, 3-6      |
| 4.  | 16 novembre 2013 | GD Tennis Academy, Adalia                   | Terra rossa | Patricia Maria Țig   | 2-6, 5-7      |
| 5.  | 24 agosto 2014   | Braunschweig Women's Open, Braunschweig     | Terra rossa | Antonia Lottner      | 3-6, 3-6      |
| 6.  | 15 ottobre 2016  | Governor's Cup Lagos, Lagos                 | Cemento     | Tadeja Majerič       | 6-3, 1-6, 1-6 |
| 7.  | 30 luglio 2017   | BMW AHG Cup, Horb                           | Terra rossa | Patty Schnyder       | 3-6, 1-6      |
| 8.  | 7 ottobre 2017   | Governor's Cup Lagos, Lagos                 | Cemento     | Deniz Khazaniuk      | 6–4, 1–6, 3–6 |
| 9.  | 11 febbraio 2018 | AEGON Pro-Series Loughborough, Loughborough | Cemento (i) | Tereza Smitková      | 3-6, 2-6      |
| 10. | 10 giugno 2018   | Surbiton Trophy, Surbiton                   | Erba        | Alison Riske         | 2-6, 2-6      |
| 11. | 7 ottobre 2018   | Governor's Cup Lagos, Lagos                 | Cemento     | Pranjala Yadlapalli  | 6–2, 5–7, 0–6 |
| 12. | 14 ottobre 2018  | Governor's Cup Lagos, Lagos                 | Cemento     | Pranjala Yadlapalli  | 1-6, 6(2)-7   |
| 13. | 26 ottobre 2019  | ITF Women's Circuit Cucuta, Cúcuta          | Terra rossa | Allie Kiick          | 2-6, 2-6      |
| 14. | 6 giugno 2021    | Profesional Santo Domingo, Santo Domingo    | Cemento     | María Lourdes Carlé  | 4-6, 0-6      |
| 15. | 27 agosto 2023   | Verbier Open, Verbier                       | Terra rossa | Diāna Marcinkēviča   | 3-6, 4-6      |

### Doppio

#### Vittorie (28)
| Torneo $100.000 (0) |
| Torneo $80.000 (2)  |
| Torneo $75.000 (0)  |
| Torneo $60.000 (3)  |
| Torneo $50.000 (0)  |
| Torneo $40.000 (0)  |
| Torneo $25.000 (16) |
| Torneo $15.000 (4)  |
| Torneo $10.000 (3)  |

| N.  | Data              | Torneo                                                               | Superficie  | Compagna              | Avversarie in finale                   | Punteggio              |
| 1.  | 1º ottobre 2007   | Porto Open, Porto                                                    | Terra rossa | Nicole Riner          | Claire de Gubernatis Anna Savitskaya   | 5–7, 6–3, [10–3]       |
| 2.  | 19 ottobre 2009   | Dubrovnik Ladies Open, Ragusa                                        | Terra rossa | Réka Luca Jani        | Matea Čutura Dorotea Kraljević         | 6–2, 6–3               |
| 3.  | 12 settembre 2011 | Open Krys de Mont-de-Marsan, Mont-de-Marsan                          | Terra rossa | Karolina Nowak        | Céline Cattaneo Natalia Orlova         | 2–6, 6–2, [10–7]       |
| 4.  | 23 luglio 2012    | Open GDF SUEZ des Contamines-Montjoie, Les Contamines-Montjoie       | Cemento     | Maša Zec Peškirič     | Timea Bacsinszky Estelle Guisard       | 2–6, 6–4, [10–5]       |
| 5.  | 15 ottobre 2012   | Governor's Cup Lagos, Lagos                                          | Cemento     | Chanel Simmonds       | Nina Bratchikova Margarita Lazareva    | 6–1, 6–1               |
| 6.  | 22 ottobre 2012   | Governor's Cup Lagos, Lagos                                          | Cemento     | Chanel Simmonds       | Lu Jiajing Lu Jiaxiang                 | 6–2, 3–6, [10–7]       |
| 7.  | 5 novembre 2012   | Femenino Ciudad de Benicarló, Benicarló                              | Terra rossa | Maša Zec Peškirič     | Andrea Gámiz Beatriz García Vidagany   | 6–4, 6–3               |
| 8.  | 24 dicembre 2012  | LIC ITF Women's Tennis Championships, Pune                           | Cemento     | Tadeja Majerič        | Lu Jiajing Lu Jiaxiang                 | 3–6, 7–5, [10–6]       |
| 9.  | 16 dicembre 2013  | GD Tennis Academy, Adalia                                            | Terra rossa | Irina Maria Bara      | Gabriela Talabă Patricia Maria Țig     | 6-3, 6-1               |
| 10. | 11 agosto 2014    | Leipzig Open, Lipsia                                                 | Terra rossa | Olga Doroshina        | Diana Bogoliy Polina Leykina           | 7–5, 6–4               |
| 11. | 18 agosto 2014    | Braunschweig Women's Open, Braunschweig                              | Terra rossa | Chanel Simmonds       | Polina Leykina Isabella Shinikova      | 6–3, 6–0               |
| 12. | 25 agosto 2014    | Trofeo CPZ, Bagnatica                                                | Terra rossa | Anastasia Grymalska   | Manon Arcangioli Zuzana Zlochová       | 7–5, 3–6, [10–8]       |
| 13. | 22 settembre 2014 | Tennis Club HAC/Hydra Alger, Algeri                                  | Terra rossa | Pia König             | Natalija Kostić Margarita Lazareva     | 6-3, 6-1               |
| 14. | 14 settembre 2015 | Internacional Femenil Monterrey, Monterrey                           | Cemento     | Tadeja Majerič        | Alexa Guarachi Hsu Chien-yu            | 7–5, 6–3               |
| 15. | 20 giugno 2016    | Open GDF SUEZ du Périgord, Périgueux                                 | Terra rossa | Chantal Škamlová      | Julieta Estable Guadalupe Pérez Rojas  | 6–3, 3–6, [10–7]       |
| 16. | 12 settembre 2016 | Hódmezővásárhely Open, Hódmezővásárhely                              | Terra rossa | Chantal Škamlová      | Irina Maria Bara Elena Bogdan          | 6–4, 6–2               |
| 17. | 24 settembre 2017 | Coleman Vision Tennis Championships, Albuquerque                     | Cemento     | Tara Moore            | Viktorija Golubic Amra Sadiković       | 6–3, 6–3               |
| 18. | 21 ottobre 2017   | Governor's Cup Lagos, Lagos                                          | Cemento     | Valeriya Strakhova    | Tadeja Majerič Tiffany William         | 6–1, 6-2               |
| 19. | 2 marzo 2018      | Circuito Feminino Future de Tênis, San Paolo                         | Terra rossa | Tara Moore            | Hsu Chieh-yu Marcela Zacarías          | 6–4, 3–6, [13–11]      |
| 20. | 13 maggio 2018    | SMA Cup Sant'Elia, Roma                                              | Terra rossa | Chanel Simmonds       | Chen Pei-hsuan Wu Fang-hsien           | 6(0)–7, 6–2, [10–7]    |
| 21. | 28 ottobre 2018   | National Bank Challenger Saguenay, Saguenay                          | Cemento (i) | Tara Moore            | Sharon Fichman Maria Sanchez           | 6–0, 5–7, [10–7]       |
| 22. | 15 maggio 2021    | Salinas Copa Telconet, Salinas                                       | Cemento     | Rasheeda McAdoo       | Victoria Rodríguez Ana Sofía Sánchez   | 6-4, 7-6(5)            |
| 23. | 26 marzo 2022     | Dove Men Care, Medellín                                              | Terra rossa | Daniela Seguel        | María Carlé Laura Pigossi              | 6-2, 5-7, [10-8]       |
| 24. | 18 novembre 2022  | Tournoi International De Tennis Féminin Saint-Étienne, Saint-Étienne | Cemento (i) | Eden Silva            | Ekaterina Kazionova Ekaterina Makarova | 6-4, 4-6, [10-6]       |
| 25. | 22 aprile 2023    | Raiffeisen Bellinzona Ladies Open, Bellinzona                        | Terra rossa | Anna Sisková          | Freya Christie Ali Collins             | 3-6, 7-6(9), [10-5]    |
| 26. | 6 maggio 2023     | Torneig Internacional Femeni de Pola Giverola, Tossa de Mar          | Sintetico   | Georgina García Pérez | Martha Matoula Arina Vasilescu         | 4-6, 6-3, [10-7]       |
| 27. | 2 settembre 2023  | TCCB Open, Collonge-Bellerive                                        | Terra rossa | Anna Sisková          | Estelle Cascino Diāna Marcinkēviča     | 7-6(4), 6-1            |
| 28. | 13 aprile 2024    | Bellinzona Ladies Open, Bellinzona                                   | Terra rossa | Jesika Malečková      | Carmen Corley Ivana Corley             | 6(4)-7, 7-6(7), [10-7] |

#### Sconfitte (40)
| Torneo $100.000 (0) |
| Torneo $80.000 (0)  |
| Torneo $75.000 (0)  |
| Torneo $60.000 (12) |
| Torneo $50.000 (0)  |
| Torneo $40.000 (1)  |
| Torneo $25.000 (18) |
| Torneo $15.000 (4)  |
| Torneo $10.000 (5)  |

| N.  | Data              | Torneo                                                   | Superficie    | Compagna           | Avversarie in finale                    | Punteggio           |
| 1.  | 13 settembre 2008 | Innsbruck Open, Innsbruck                                | Terra rossa   | Nicole Riner       | Iryna Burjačok Oksana Kalašnikova       | 6–3, 3–6, [7–10]    |
| 2.  | 29 novembre 2008  | Torneo Internacional Ciudad de Vall de Uxò, Vallduxo     | Terra rossa   | Stefania Boffa     | Lucía Sainz Ashley Weinhold             | 2-6, 3-6            |
| 3.  | 12 febbraio 2011  | Torneo Mallorca, Maiorca                                 | Terra rossa   | Réka Luca Jani     | Daniëlle Harmsen Scarlett Werner        | 4–6, 3–6            |
| 4.  | 16 aprile 2011    | Klem Cup, Pomezia                                        | Terra rossa   | Marina Šamajko     | Diana Enache Karin Knapp                | 6(3), 2–6           |
| 5.  | 5 maggio 2012     | ITF Women's Circuit Chiasso, Chiasso                     | Terra rossa   | Maša Zec-Peškirič  | Dar'ja Gavrilova Irina Chromačëva       | 0-6, 6(1)-7         |
| 6.  | 25 ottobre 2013   | Governor's Cup Lagos, Lagos                              | Cemento       | Chanel Simmonds    | Fatma Al-Nabhani Gioia Barbieri         | 6–1, 4–6, [8–10]    |
| 7.  | 12 aprile 2014    | International Women Tennis Open de Dakar, Dakar          | Cemento       | Ekaterina Jašina   | Chanel Simmonds Emily Webley-Smith      | 4-6, 5-7            |
| 8.  | 10 maggio 2014    | Rising Star Tour, Båstad                                 | Terra rossa   | Dea Herdželaš      | Kim Grajdek Maria Sakkarī               | 5–7, 4–6            |
| 9.  | 7 febbraio 2015   | AEGON Pro Series Glasgow, Glasgow                        | Cemento (i)   | Tara Moore         | Corinna Dentoni Claudia Giovine         | 6–0, 1–6, [7–10]    |
| 10. | 25 aprile 2015    | International Women Tennis Open de Dakar, Dakar          | Cemento       | Ekaterina Jašina   | Aminat Kuškhova Margarita Lazareva      | 3-6, 2-6            |
| 11. | 19 giugno 2015    | Swedish Ladies Ystad, Ystad                              | Terra rossa   | Chanel Simmonds    | Xenia Knoll Cornelia Lister             | 5-7, 6(5)-7         |
| 12. | 29 giugno 2015    | Zeeland Open, Zeeland                                    | Terra rossa   | Alyona Sotnikova   | Lesley Kerkhove Quirine Lemoine         | 2–6, 6–3, [3–10]    |
| 13. | 31 luglio 2015    | Torneo Internazionale Femminile Antico Tiro a Volo, Roma | Terra rossa   | Tara Moore         | Claudia Giovine Despina Papamichail     | 4-6, 6(2)-7         |
| 14. | 23 agosto 2015    | Leipzig Open, Lipsia                                     | Terra rossa   | Pia König          | Priscilla Hon Jil Teichmann             | 1-6, 4-6            |
| 15. | 19 dicembre 2015  | Governor's Cup Lagos, Lagos                              | Cemento       | Tadeja Majerič     | Džulija Terzijska Prarthana Thombare    | 6-4, 3-6, [8-10]    |
| 16. | 27 febbraio 2016  | Circuito Feminino Future de Tênis, San Paolo             | Terra rossa   | Tara Moore         | Catalina Pella Daniela Seguel           | 3-6, 1-6            |
| 17. | 22 agosto 2016    | Trofeo CPZ, Bagnatica                                    | Terra rossa   | Jana Sizikova      | Alice Matteucci Camilla Rosatello       | 4–6, 7–5, [5–10]    |
| 18. | 18 febbraio 2017  | Altenkirchen Ladies Open, Altenkirchen                   | Sintetico (i) | Tara Moore         | Alexandra Cadanțu Cornelia Lister       | 2-6, 6-3, [9-11]    |
| 19. | 26 marzo 2017     | Forte Village International Tournament, Pula             | Terra rossa   | Tara Moore         | Olesja Pervušina Dajana Jastrems'ka     | 4-6, 4-6            |
| 20. | 3 giugno 2017     | Torneo Internazionale Femminile Città di Grado, Grado    | Terra rossa   | Tereza Mrdeža      | Julia Glushko Priscilla Hon             | 5–7, 2–6            |
| 21. | 14 ottobre 2017   | Governor's Cup Lagos, Lagos                              | Cemento       | Valerija Strachova | Ayla Aksu Ana Veselinović               | 4–6, 2–6            |
| 22. | 10 febbraio 2018  | AEGON Pro Series Loughborough, Loughborough              | Cemento (i)   | Tara Moore         | Michaëlla Krajicek Bibiane Schoofs      | 7-6(5), 1-6, [6-10] |
| 23. | 20 ottobre 2018   | Florence Open, Florence                                  | Cemento       | Tara Moore         | Anna Danilina Ulrikke Eikeri            | 7-6(9), 2-6, [8-10] |
| 24. | 7 settembre 2019  | Montreux Ladies Open, Montreux                           | Terra rossa   | Ylena In-Albon     | Xenia Knoll Mandy Minella               | 3-6, 4-6            |
| 25. | 2 novembre 2019   | Centenario Open, Asunción                                | Terra rossa   | Anna Danilina      | Andrea Gámiz Georgina García Pérez      | 4-6, 6-3, [3-10]    |
| 26. | 9 novembre 2019   | Copa LP Chile Hacienda Chicureo, Colina                  | Terra rossa   | Anna Danilina      | Hayley Carter Luisa Stefani             | 7-5, 3-6, [6-10]    |
| 27. | 7 marzo 2020      | Oracle Pro Series Las Vegas, Las Vegas                   | Cemento       | Jovana Jović       | Lorraine M. Guillermo Maegan Manasse    | 6-0, 2-6, [4-10]    |
| 28. | 20 febbraio 2021  | ITF Women's Circuit Orlando, Orlando                     | Cemento       | Camila Osorio      | Emina Bektas Tara Moore                 | 5-7, 6-2, [5-10]    |
| 29. | 27 febbraio 2021  | Edge International & KMMS Event, Boca Raton              | Cemento       | Camila Osorio      | Usue Maitane Arconada Caroline Dolehide | 3-6, 4-6            |
| 30. | 17 aprile 2021    | Oeiras Ladies Open, Oeiras                               | Terra rossa   | Marina Mel'nikova  | Lidzija Marozava Andreea Mitu           | 3-6, 6-4, [3-10]    |
| 31. | 27 agosto 2021    | Torneo Internacional Femenino Ciudad de Vigo, Vigo       | Cemento       | Laura Pigossi      | Alicia Barnett Olivia Gadecki           | 3-6, 2-6            |
| 32. | 11 settembre 2021 | Elle Spirit Open, Montreux                               | Terra rossa   | Eden Silva         | Estelle Cascino Camilla Rosatello       | 6(4)-7, 4-6         |
| 33. | 7 maggio 2022     | Koper Open, Capodistria                                  | Terra rossa   | Joanne Züger       | Xenia Knoll Samantha Murray Sharan      | 3-6, 2-6            |
| 34. | 8 ottobre 2022    | Empire Women's Indoor, Trnava                            | Cemento (i)   | Diāna Marcinkēviča | Mariam Bolkvadze Maia Lumsden           | 2-6, 3-6            |
| 35. | 28 gennaio 2023   | Engie Open Andrézieux-Bouthéon 42, Andrézieux-Bouthéon   | Cemento (i)   | Iryna Šymanovič    | Sof'ja Lansere Oksana Selechmet'eva     | 3-6, 0-6            |
| 36. | 3 giugno 2023     | Montemor Ladies Open, Montemor-o-Novo                    | Cemento       | Naïma Karamoko     | Eudice Chong Arianne Hartono            | 2-6, 0-6            |
| 37. | 17 giugno 2023    | Engie Open Biarritz, Biarritz                            | Terra rossa   | Anna Sisková       | Weronika Falkowska Katarzyna Kawa       | 6(2)-7, 5-7         |
| 38. | 18 febbraio 2024  | Burg-Wächter Ladies Open, Altenkirchen                   | Sintetico (i) | Julia Lohoff       | Maja Chwalińska Jesika Malečková        | 4-6, 5-7            |
| 39. | 27 ottobre 2024   | Internationaux Féminins de la Vienne, Poitiers           | Cemento (i)   | Martyna Kubka      | Anna-Lena Friedsam Céline Naef          | 4-6, 1-6            |
| 40. | 1º febbraio 2025  | Engie Open Andrézieux-Bouthéon 42, Andrézieux-Bouthéon   | Cemento (i)   | Lian Tran          | Ayla Aksu Julija Hatoŭka                | 7-5, 4-6, [12-14]   |